# ブライボン

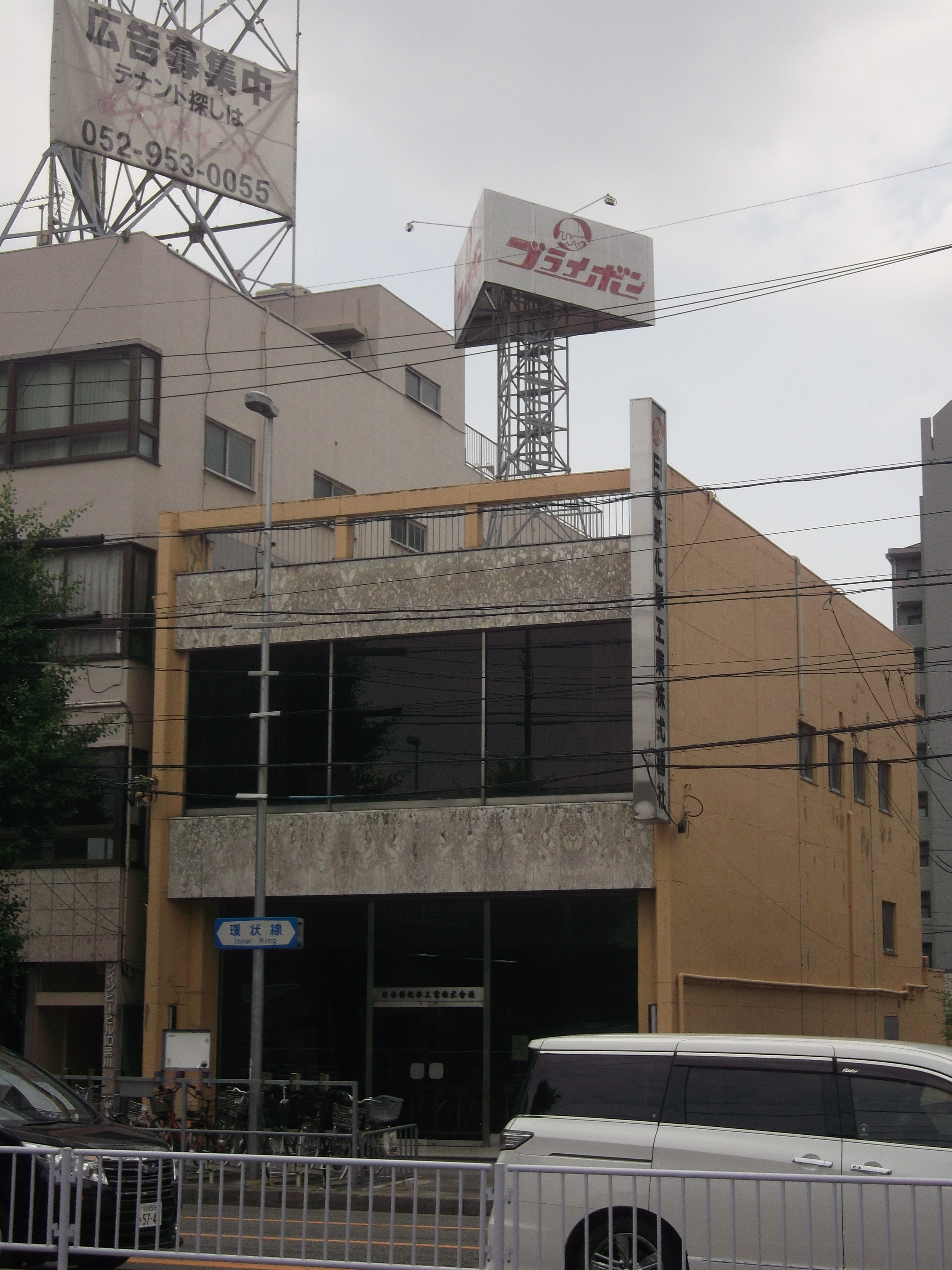
ブライボン旧本社（2014年6月）

ブライボンは、名古屋市の企業「株式会社ブライボン」（旧社名:日本新化学工業株式会社）、並びに同社が製造・販売した家庭用ワックスのブランドである。
ワックスは、床用（ダークセーブル、デルタグレイ）・白木用（シルバーロール）と用途別に発売されており、また関連商品として「ミクロクリーナー」（ワックス塗布前の汚れ落としに特化した洗剤）が発売されている。
主に1980年代、「高級住まいの化粧品」「滑らず光るブライボン」のキャッチコピーとともに、ロイ・ジェームスがモデルとして出演したテレビコマーシャルが放送され人気を集めた。

## 註
1. 1 2 3 4 5  ブライボン. “会社案内”. 2014年6月9日閲覧。
2. ↑  ブライボン. “会社案内”. 2016年5月13日閲覧。
3. ↑  コマーシャルは主に、ロイ・ジェームスと男性子役（氏名不詳）との掛け合いによるものが、数パターン作られ放送された。なおロイの死去後は、この男性子役が引続きコマーシャルに出演し続けた（この男性子役単独のものや、女性タレント<これも氏名不詳>との掛け合いのものが、いくつか作られた）。また1990年代に入ると、東野英心がモデルとなったコマーシャルが数パターン作られ、スポットの形で放送された。